# Золота Нива (станція метро)
55°02′15″ пн. ш. 82°58′35″ сх. д. / 55.03750° пн. ш. 82.97639° сх. д.
Золота́ Ни́ва (рос. Золотая Нива) — кінцева станція Дзержинської лінії, Новосибірського метрополітену. Відкрита 7 жовтня 2010 (9 лютого 2011 (вдруге). Станція була закрита 26 жовтня 2010 на 30 днів.

## Історія
У 1991 році було розпочато будівництво другої черги метрополітену на Дзержинській лінії від «Сибірської» до станції «Гусінобродська» довжиною 4,1 км з трьома станціями — «Маршала Покришкіна», «Березовий гай» та станцією «Золота Нива». Але у середині 1990-х років у зв'язку з нестачею грошових коштів будівництво було припинено. Будівництво тунелів від заплави річки Кам'янка до майбутньої станції «Золота Нива» велося в складних геологічних умовах, при великому обсязі ґрунтових вод.
Загальна протяжність другої черги метрополітену — від станції «Площа Гаріна-Михайлівського» до Золотої Ниви повинна скласти 5,86 км будівельної або 5,53 км експлуатаційної довжини, з яких довжина перегону від станції «Березовий гай» до станції «Золота Нива» повинна складати 1,71 км.

## Технічна характеристика
Конструкція станції — колонна двохпрогінна мілкого закладення, з прямою острівною платформою. Єдиний ряд з двадцяти шести циліндричних колон кроком 4 м йде посередині острівної платформи.

## Оздоблення
Основним оздоблювальним матеріалом для станції послужив алюміній. Підлога і стіни, а також склепіння стелі і нижні частини колон виконані з граніту.
«Золотими» на «Ниві» виконані тільки довгі перфоровані вставки кольору «жовтий металік» в колонах і оригінальний ордер колон з проштамповування, які символізують колосся.] Ордер колон — з металопластикових панелей золотистого і коричневого кольору. Склепіння стелі — оздоблений алюмінієвим сайдингом сріблясто-білого кольору. Лави на станції виконані з відшліфованого світлого дерева.

## Вестибюлі
Один з її вестибюлів розташований на розі вулиць Бориса Богаткова і Кошурнікова, а другий — поруч з вулицями Лежена і Федосєєва.

## Колійний розвиток
Перед станцією розташована камера з'їздів, в якій розташований стрілочний перевод і водовідливна станція. Спочатку передбачалося розмістити за станцією оборотні тупики, проте надалі від них було вирішено відмовитися.